# 엘머 클리프턴

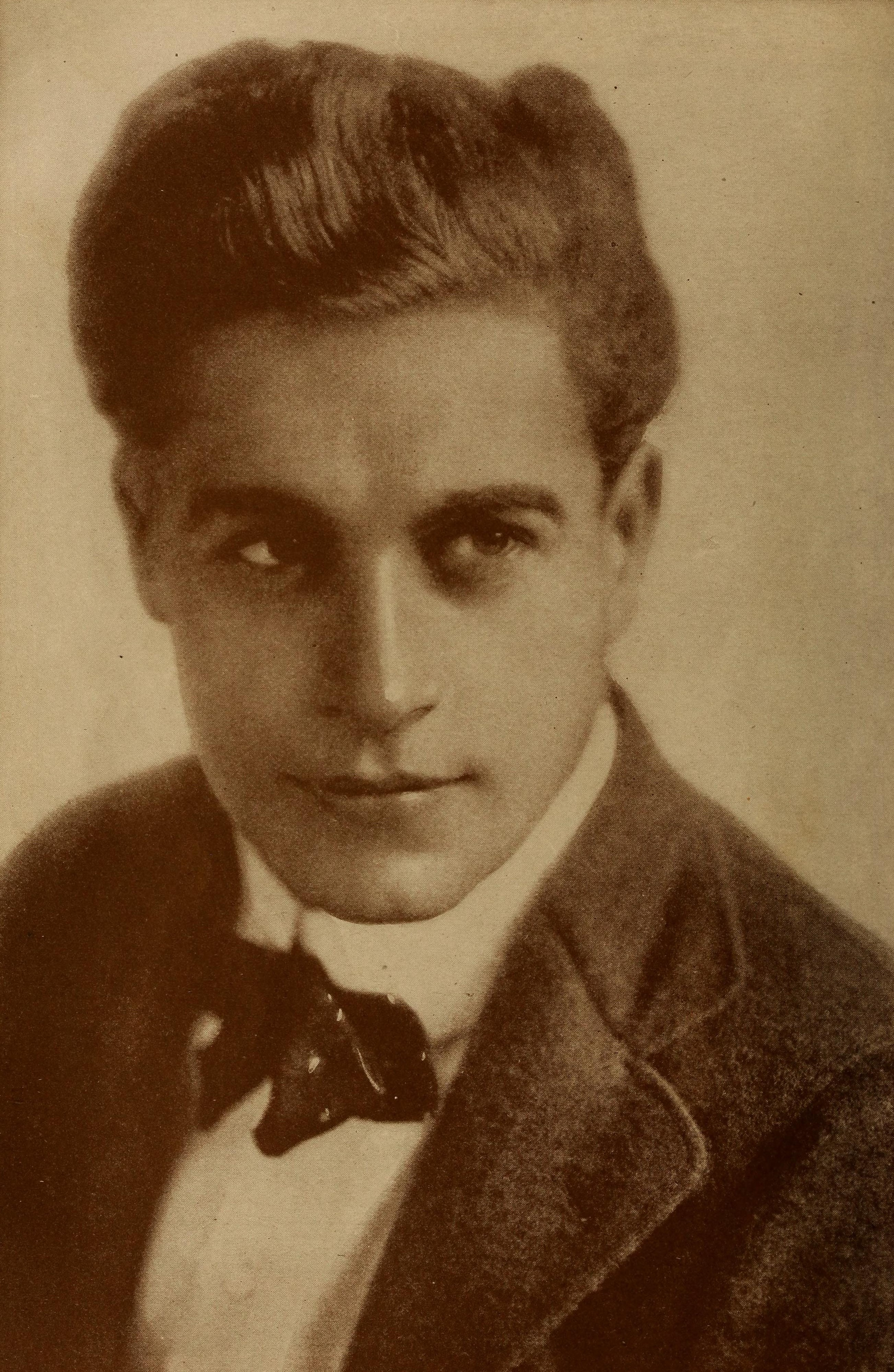

엘머 클리프턴(Elmer Clifton, 1890년 3월 14일 ~ 1949년 10월 15일)은 미국의 저술가, 영화 감독, 배우이다.

## 참여 작품
- 캡틴 아메리카
- 국가의 탄생
- 인톨러런스